# Mohamed Ben Salem
Mohamed Ali Ben Salem (6 gennaio 1996) è un calciatore tunisino, difensore dell'Al-Hilal Bengasi.

## Carriera

### Club
Dal 2015 al 2021 ha giocato in vari club della massima serie tunisina, per un totale di 89 presenze e 2 reti. Il 21 febbraio 2021 si trasferisce all'Inhulec', club della prima divisione ucraina.

### Nazionale
Nel 2013 ha partecipato ai Mondiali Under-17, giocandovi 3 partite.